# Déportation de juin

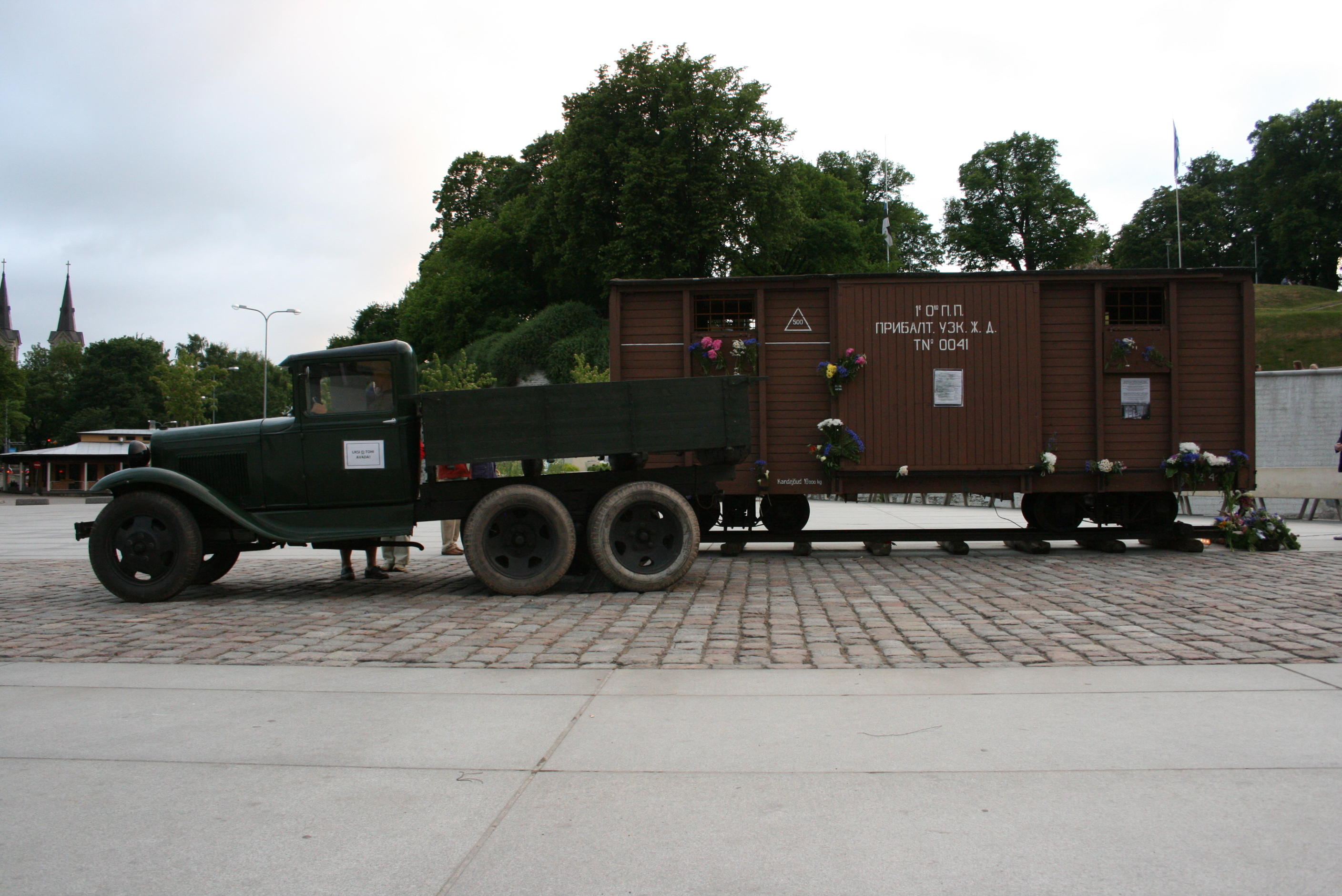
Type de camion et wagon ayant servi à la déportation, exposés à titre de commémoration sur la Place de la Liberté de Tallinn, en Estonie

La déportation de juin (en estonien : juuniküüditamine, en letton : jūnija deportācijas, en lituanien : birželio trėmimai et en roumain deportarea din iunie) fut une déportation massive menée par l'Union soviétique de dizaines de milliers de personnes des territoires occupés en 1940 et 1941 : États baltes, Pologne orientale et Moldavie orientale.
Cette déportation massive a été organisée selon les directives établies par le NKVD et le KGB, avec le commissaire du peuple de l'intérieur de l'URSS Lavrenti Beria comme exécuteur principal. Le nom officiel de l'opération top secrète était « Résolution sur l'expulsion des éléments socialement étrangers des républiques baltes, de l'ouest de l'Ukraine, de l'ouest de la Biélorussie et de la Moldavie ». Aux ordres du NKVD, la police soviétique, appelée militsia, a procédé aux arrestations avec la collaboration des membres locaux du Parti communiste soviétique.

## Déportation

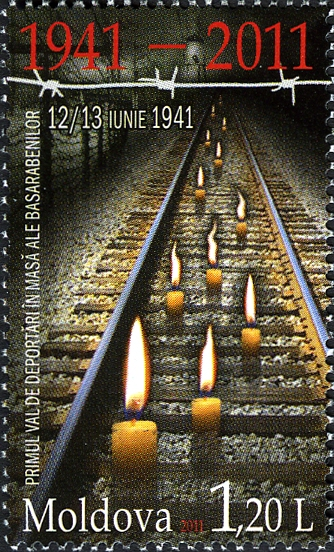
70 ans depuis la première déportation massive des Bessarabes. Timbre de Moldavie 2011.

La déportation a lieu du 22 mai au 20 juin 1941, juste avant l'invasion de l'Union soviétique par l'Allemagne nazie. Cependant, le but des déportations est d'éliminer les opposants politiques du gouvernement soviétique, et non de renforcer la sécurité en préparation de l'attaque allemande.
La déportation a lieu un an après l'occupation et l'annexion des États baltes, de la Bessarabie et du nord de la Bucovine et vise des « éléments anti-soviétiques » (anciens politiciens, policiers, riches industriels, propriétaires fonciers, etc.). Il s'agit de la quatrième vague de déportation massive en Pologne occupée, elle est alors destinée à combattre l'organisation « contre-révolutionnaire » des nationalistes ukrainiens (OUN).
La procédure pour les expulsions est approuvée par Ivan Serov dans les « Instructions Serov ». Des personnes sont expulsées sans procès par familles entières. Les hommes sont généralement emprisonnés et la plupart d'entre eux meurent dans des camps de prisonniers sibériens ; les femmes et les enfants sont réinstallés dans des colonies forcées dans les oblasts d'Omsk, de Novossibirsk, dans les Kraïs de Krasnoïarsk, de l'Altaï et au Kazakhstan. Le taux de mortalité des déportés estoniens est estimé à 60%.
Outre les déportations et la réinstallation, une quarantaine de massacres ont lieu en Lituanie dans la semaine du 22 au 27 juin. 230 prisonniers et civils lituaniens sont tués au camp de concentration de Pravieniškės, tandis que 15 prisonniers sont exécutés dans la prison de Minsk. De plus, entre 70 et 80 prisonniers politiques lituaniens sont tués par le NKVD dans la forêt Rainiai (en), à la suite des désordres du soulèvement de juin.

## Nombre de déportés
Le nombre de personnes déportées comprend:
| Pays d'avant-guerre | Nombre de déportés                                            | Nombre de déportés                                    | Nombre de déportés |
| Pays d'avant-guerre | Aux colonies forcées(d'après les rapports officiels du NKVD)  | Aux camps de prisonniers et aux établissements forcés | Estimation         |
| ------------------- | ------------------------------------------------------------- | ----------------------------------------------------- | ------------------ |
| Estonie             | 5 978                                                         | 10 000 à 11 000                                       |                    |
| Lettonie            | 9 546                                                         | 15 000                                                |                    |
| Lituanie            | 10 187                                                        | 17 500                                                |                    |
| Pologne             | 11 329 (Ukraine occidentale) 22 353 (Biélorussie occidentale) | 24 412 (Biélorussie occidentale)                      | 200 000 à 300 000, |
| Roumanie            | 24 360                                                        |                                                       | 300,000            |